# 252 East 57th Street
Il 252 East 57th Street è un grattacielo ad uso residenziale e misto situato a Midtown Manhattan, nella città di New York, progettato dallo studio di Architettura Skidmore, Owings and Merrill.

## Costruzione
I lavori per la costruzione dell'edificio, in origine noto come 250 East 57th Street, iniziarono nel maggio 2010, con la cerimonia delle posa della prima pietra. Nei successivi anni, i lavori subirono numerose interruzioni fino al gennaio 2013, quando furono rilasciati i nuovi permessi, permettendo finalmente l'avvio della costruzione. Nell'ottobre 2015, la struttura della torre ha raggiunto la massima altezza, venendo inaugurato nel 2016.

## Caratteristiche
L'edificio è stato progettato da Roger Duffy dello studio SOM, firma architettonica già responsabile del vicino Lever House, nonché del One World Trade Center e del Burj Khalifa. La forma curva di alcune facciate in vetro dell'edificio è ispirata al bicchiere Aalto di Alvar Aalto del 1936. Gli interni sono invece opera del designer Daniel Romauldez di AD100, che aveva in precedenza lavorato alle residenze private di Tory Burch, Daphne Guinness e Mick Jagger.
La struttura comprende anche due scuole e vari spazi commerciali, tra cui un Whole Foods Market. Le residenze occupano i piani dal 36º e dispongono di un portico privato, un parcheggio automatizzato, una piscina, una sauna e un bagno turco. Il 34º piano è occupato invece da una biblioteca, una sala proiezione e un centro fitness.